# حقل نفط بوحصا
حقل بوحصا النفطي هو حقل نفط يقع في أبوظبي. تم اكتشافه عام 1962 وتطور بواسطة شركة أبوظبي للبترول. الحقل مملوك لشركة بترول أبوظبي الوطنية ويجري تشغيله من قبل شركة أبوظبي للعمليات البترولية البرية.
يعدّ الحقل الأكبر بين 20 حقل نفط بري في البلاد، وهو في الوقت نفسه واحدًا من أكبر 20 حقلًا نفطيًا في العالم كما .يعدّ واحدًا من أهم حقول النفط الذكية على مستوى العالم، إذ تعمل شركة بترول أبوظبي "أدنوك" على إدارته من خلال تقنيات الذكاء الاصطناعي.

## احتياطيات حقل بوحصا
تبلغ احتياطيات حقل بوحصا النفطي نحو 6.52 مليار برميل من النفط الخام، تضاف إليها 500 مليون برميل أخرى اكتشفت مؤخرًا، وهو ما يجعل الاحتياطيات تتجاوز 7 مليارات برميل.
وتبلغ القدرة الإنتاجية للحقل النفطي نحو 650 ألف برميل يوميًا من خام "مربان" الإماراتي عالي الجودة،  بالإضافة إلى 650 مليون قدم مكعبة يوميًا من الغاز المصاحب.